# Italiani di Boston
Gli italiani di Boston sono una storica comunità di italoamericani residenti nell'area metropolitana di Boston, di cui costituiscono il secondo gruppo di ascendenza, dopo gli irlandesi. La maggior parte si stabilì inizialmente nel North End; altri si stabilirono a East Boston, nel West End, a Roxbury e in altri quartieri.
La maggior parte degli immigrati italiani di Boston provenivano dall'Italia meridionale, appartenevano a classi sociali disagiate, erano analfabeti o scarsamente istruiti e non parlavano inglese. Nel corso della loro storia si trovarono a fronteggiare sfruttamento e discriminazioni, alle quali risposero talvolta con manifestazioni di protesta, organizzazione di sindacati ed attivismo politico, specialmente nel Partito Democratico. Ricevettero inoltre l'aiuto di organizzazioni di beneficenza locali, società di mutuo soccorso e programmi federali come la Works Progress Administration e il GI Bill.
Dopo la seconda guerra mondiale, grazie a tali programmi molti hanno poterono frequentare il college e accedere alla classe media. Molti ottennero prestiti per la casa e si trasferirono in periferia. Il vecchio quartiere italoamericano di North End è stato ormai gentrificato, ma conserva in parte le sue caratteristiche originarie con la presenza di numerosi ristoranti italiani e con l'organizzazione di feste tradizionali.

## Storia

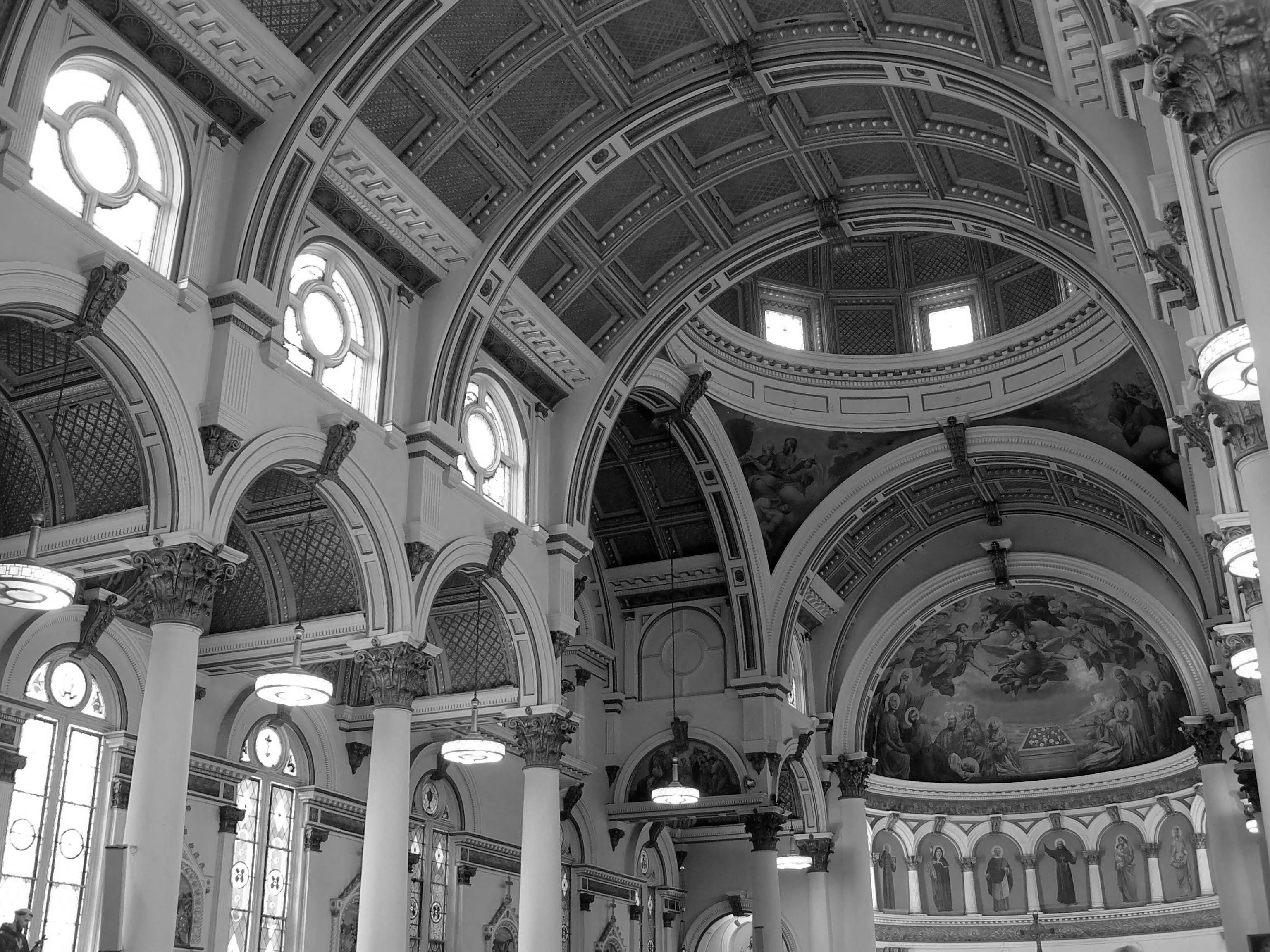
Fondata nel 1873 da immigrati italiani, la Chiesa di San Leonardo è una delle più antiche chiese italiane negli Stati Uniti.

Prima del 1855, i registri del censimento non citano italiani residenti a Boston. La maggior parte di essi infatti arrivò in tre ondate migratorie: la prima a partire dalla fine del XIX secolo, la seconda e più numerosa dopo la prima guerra mondiale e la terza dopo la seconda guerra mondiale.

### 1890-1910
La prima ondata di immigrazione italiana a Boston si è verificata alla fine del XIX secolo. Nel 1890, gli italiani di Boston erano meno di 5.000 e rappresentavano solo il 3% della popolazione straniera in città. Nel 1897, la cifra era salita a 18.000 italiani nel solo North End, oltre a comunità minori a East Boston, Roxbury, nel West End e in altri quartieri.
I primi arrivarono per lo più da Genova e Parma ed erano generalmente più ricchi e più istruiti di quelli delle successive ondate migratorie.
Il North End
Quando gli italiani iniziarono ad arrivare in gran numero, il North End era già occupato da migliaia di immigrati irlandesi ed ebrei. I numerosi caseggiati a basso canone della zona e la vicinanza al centro ne fecero una scelta naturale anche per gli immigrati italiani poveri e della classe operaia. Man mano che il quartiere diventava sempre più italiano, altri gruppi etnici iniziarono a trasferirsi. Gli irlandesi, che vi si erano stabiliti durante la Grande Carestia, erano 15.000 nel 1880; dieci anni dopo ne rimasero solo 5.000. Anche un gran numero di immigrati ebrei si era stabilito lì, aveva avviato attività commerciali e costruito sinagoghe; rimasero più a lungo degli irlandesi, ma alla fine anche loro lasciarono il quartiere. Nel 1905, delle 27.000 persone che vivevano nel North End, 22.000 erano italiani, che tendevano a distribuirsi nel quartiere in gruppi omogenei di origine regionale.
Sostegno alla comunità
Nonostante le due condizioni di vita e le discriminazioni di cui erano oggetto, gli italiani poterono godere anche del supporto materiali di associazioni e filantropi privati.
Tra questi, l'avvocato e politico George A. Scigliano, che si batté per sensibilizzare l'opinione pubblica sul tema dei "padroni", che sfruttavano gli immigrati tramite sistemi di caporalato, fu promotore di una legge per regolamentare le "banche degli immigrati" gestite in modo approssimativo, famose per aver ingannato i lavoratori con un basso livello di istruzione, fondò la Lega di protezione italiana di Boston e contribuì alla bocciatura di un disegno di legge che avrebbe richiesto la naturalizzazione dei lavoratori.
James Donnaruma, un immigrato salernitano, nel 1905 fondò La Gazzetta del Massachusetts, un popolare quotidiano in lingua italiana. Come editore usò la sua influenza per aiutare gli italiani, sostenendoli nel suo giornale, scrivendo lettere al Congresso, raccomandando persone per lavori, sostenendo candidati politici italiani e facendo generose donazioni di beneficenza.
La North Bennet Street Industrial School fu fondata nel 1885, con il supporto della filantropa Pauline Agassiz Shaw, per fornire formazione professionale a immigrati italiani ed ebrei. La North End Union, un'agenzia di servizi sociali fondata dalla Benevolent Fraternity of Churches nel 1892, forniva cibo, asili nido, corsi di cucina e altri aiuti. Il club Saturday Evening Girls, fondato da Edith Guerrier nel 1901, ospitò discussioni e conferenze educative, pubblicò un giornale chiamato SEG News e gestì un'acclamata fabbrica di ceramiche con un negozio a Boston.  Nel 1904 Domenico D'Alessandro fondò, con l'aiuto di Giorgio Scigliano, il Sindacato Italiano dei Lavoratori per combattere lo sfruttamento dei lavoratori immigrati.
"Un popolo eccitabile"

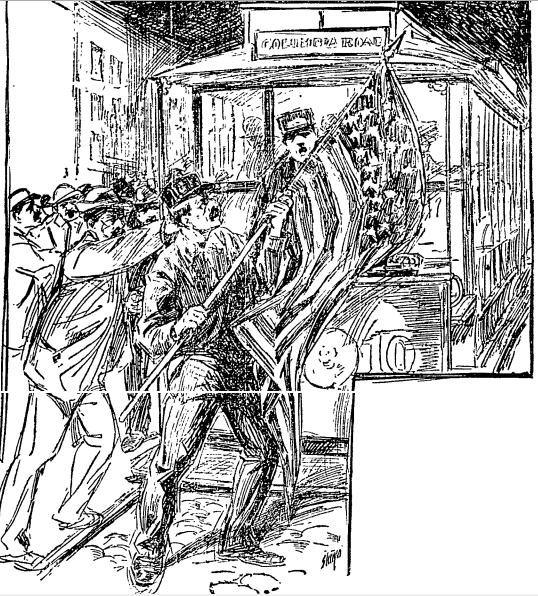
Rappresentazione artistica del "Federal Street Riot".

Per la Boston yankees e puritana di quegli anni, gli immigrati italiani erano esotici e un po' inquietanti. Il sociologo Frederic Bushée li descrisse come "un popolo eccitabile" ma "nel complesso... bonario e amichevole".
Dopo il linciaggio di 11 italiani a New Orleans nel 1891, 1.500 italiani di Boston, — con "capelli e occhi neri come il carbone", secondo il Boston Globe — si riunirono a Faneuil Hall per protestare e chiedere giustizia.
Nell'agosto del 1905, circa 200 membri della Liguria Society di North End stavano sfilando lungo Federal Street quando un conducente di tram si rifiutò di fermarsi per loro. Ne seguì una rissa nota come il Federal Street Riot del 1905.

### Prima guerra mondiale
Nel 1917 c'erano circa 50.000 italiani che vivevano a Boston. Circa 8.000 italiani di Boston prestarono servizio nell'esercito americano durante la prima guerra mondiale, mentre altri prestarono servizio nell'esercito italiano.
Dopo la fine della guerra, decine di migliaia di italiani emigrarono a Boston, la stragrande maggioranza provenienti dal sud Italia: molti da Sciacca in Sicilia, e altri da Napoli, Abruzzo, Calabria e Potenza.
Nel 1918, la pandemia influenzale spagnola colpì gravemente l'affollato North End e tanti bambini rimasero orfani a causa della pandemia per accudire i quali fu creata la Home for Italian Children, in seguito ribattezzata Italian Home for Children, situata a Jamaica Plain. L'istituzione esiste tuttora e offre trattamenti residenziali e diurni per bambini con difficoltà emotive e di apprendimento.
Il 15 gennaio 1919, il serbatoio di stoccaggio della melassa da 2,3 milioni di galloni della Purity Distilling Company si aprì, provocando la Great Melasses Flood. Un'enorme ondata di melassa fluì lungo Commercial Street verso il lungomare, uccidendo 21 persone e ferendone 150. Gli avvocati dei proprietari cercarono di incolpare dell'esplosione gli anarchici italiani, ma in seguito si scoprì che l'incidente era stato causato da problemi costruttivi e scarsa manutenzione del serbatoio. Tuttavia queste voci alimentatorono il sentimento anti-italiano.

### Anni 1920

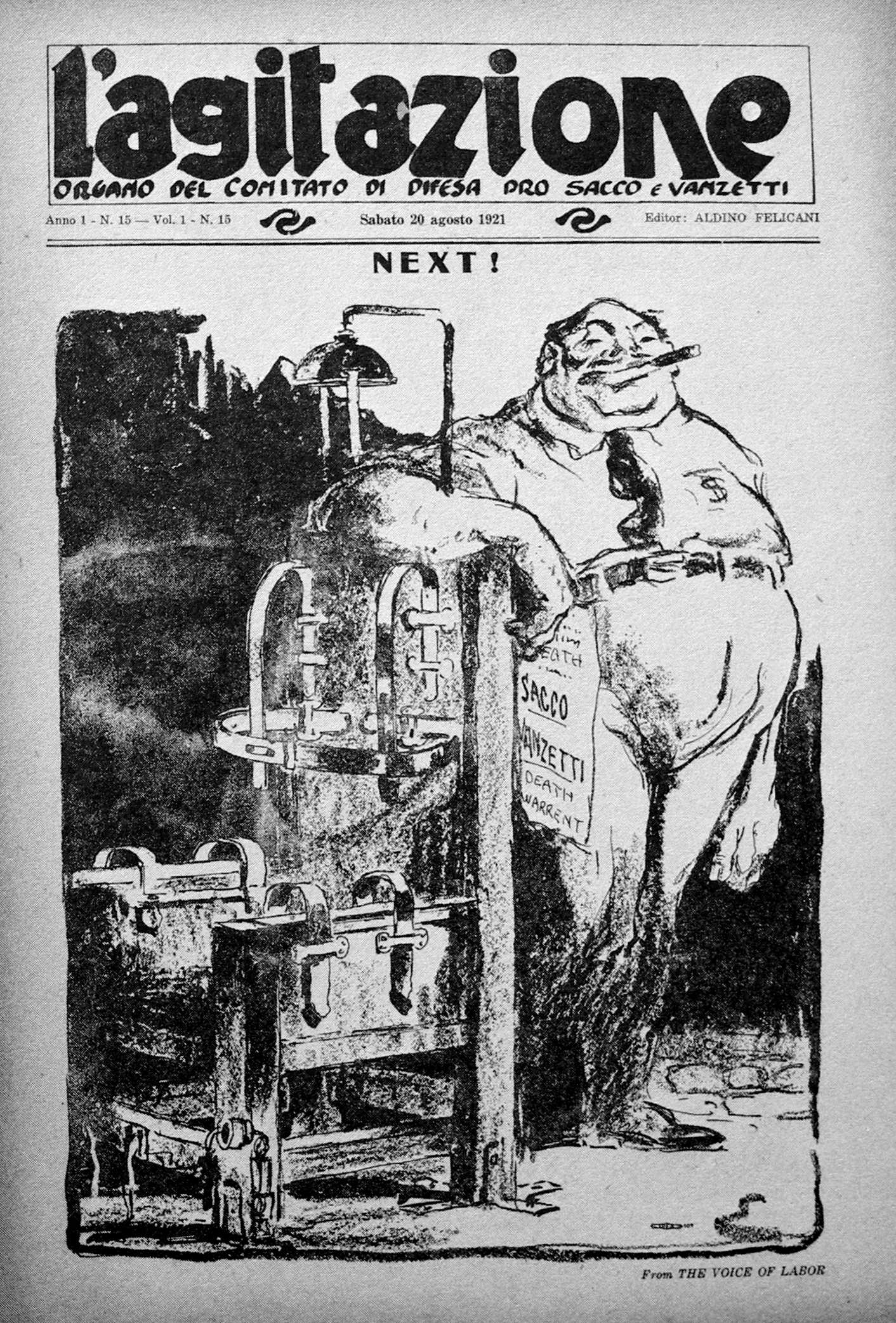
L'Agitazione era il bollettino in lingua italiana del Comitato di difesa Sacco-Vanzetti (SVDC), con sede a Boston.

Durante il proibizionismo a Boston operarono alcuni contrabbandieri italiani, ma per la maggior parte l'attività era controllata dalle bande irlandese ed ebraiche guidate da Frank Wallace e Charles "King" Solomon, nelle quali operavano comunque anche persone di altre etnie. La famiglia criminale Patriarca, fondata da Gaspare Messina nel 1916, si espanse negli anni '20 ma non prese il sopravvento a Boston fino al 1931, quando assassinarono Wallace e gli irlandesi assassinarono Solomon.
Nel 1923 fu costruito l'aeroporto Logan nell'East Boston, quartiere con una considerevole popolazione italiana. I residenti della zona furono tutt'altro che entusiasti dell'aeroporto e del rumore e del traffico che inevitabilmente ne derivavano.
Sacco e Vanzetti
Prima del loro arresto nel 1920, gli anarchici italiani Nicola Sacco e Bartolomeo Vanzetti vivevano a Stoughton e Plymouth, Massachusetts, e avevano legami politici con Boston. La maggior parte degli italiani di Boston, sebbene non fosse solidale con la causa anarchica, credeva che la coppia fosse vittima di pregiudizi anti-italiani.
Nel 1927, in seguito all'esecuzione di Sacco e Vanzetti nella prigione statale di Charlestown, furono sistemati presso l'impresa di pompe funebri Langone nel North End, dove i feretri furono visitati da oltre 10.000 persone in due giorni. All'impresa di pompe funebri fu recapitata una corona di fiori con scritto "In attesa dell'ora della vendetta". Domenica 28 agosto, un corteo funebre di due ore si mosse lungo la città con migliaia di persone in processione e oltre 200.000 ad assistere. Il Boston Globe lo definì "uno dei funerali più straordinari dei tempi moderni".
Cinquant'anni dopo, nel 1977, il governatore del Massachusetts Michael Dukakis emise un proclama, sia in inglese che in italiano, in cui dichiarava il 23 agosto il Giorno della Memoria di Nicola Sacco e Bartolomeo Vanzetti, e chiedeva alla cittadinanza "di riflettere su questi tragici eventi e di attingere ai loro lezioni storiche la determinazione a impedire che le forze dell'intolleranza, della paura e dell'odio si uniscano ancora per superare la razionalità, la saggezza e l'equità a cui aspira il nostro sistema legale".

Nel 1997, Thomas Menino, il primo sindaco italoamericano di Boston, e il governatore ad interim Paul Cellucci accettarono formalmente a nome della città una bassorilievo che commemora Sacco e Vanzetti. Il pezzo, creato da Gutzon Borglum (artista famoso per Mount Rushmore), era stato più volte offerto in dono alla città nei decenni precedenti e sempre puntualmente rifiutato. Nel 1937, il governatore del Massachusetts Charles Hurley definì tale offerta "un gesto palesemente assurdo", mentre il sindaco di Boston Frederick Mansfield disse che "non aveva alcuna possibilità di essere accettato". Anche nel 1947 e nel 1957 la donazione fu respinta. Il pezzo è ora appeso nella lobby delle Collezioni Speciali della Biblioteca Pubblica di Boston . Mostra i due uomini di profilo, con una citazione dall'ultima lettera di carcere di Vanzetti:
"Ciò che desidero più di tutti in quest'ultima ora di agonia è che il nostro caso e il nostro destino possano essere compresi nel loro vero essere e servire come un'enorme lezione alle forze della libertà in modo che la nostra sofferenza e morte non siano state vane."

### Anni 1930

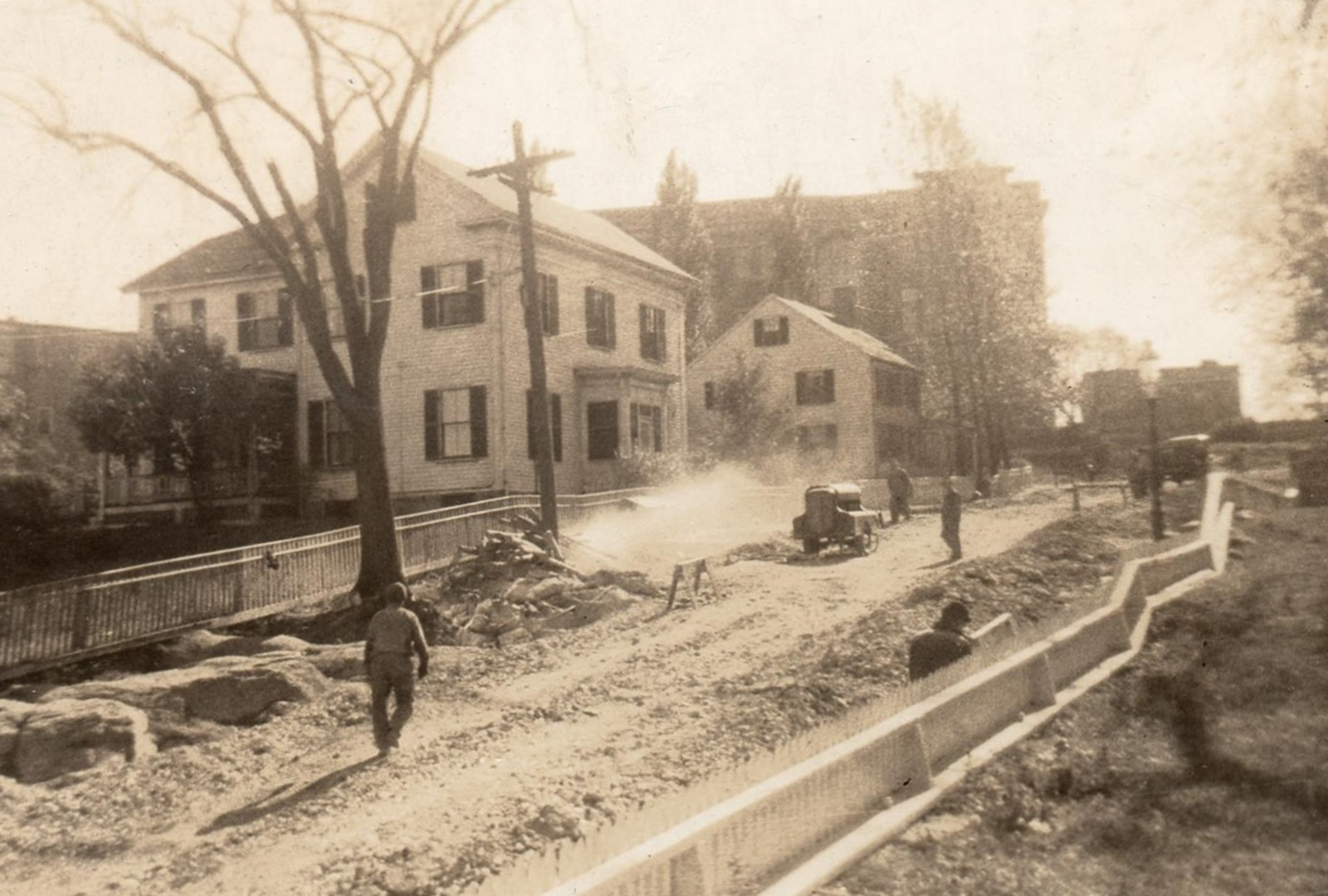
Operai italo-americani della WPA che svolgono lavori stradali a Dorchester, anni '30.

Nel 1930 il North End aveva una densità di popolazione superiore a quella di Calcutta, con più di 44.000 italiani che vivevano in un'area di meno di un miglio quadrato. La maggior parte viveva in case popolari sovraffollate con servizi igienici esterni condivisi. Meno del 20% degli appartamenti disponeva di servizi igienici, i residenti si lavavano presso bagni pubblici. Tuttavia, la microcriminalità nel quartiere era relativamente bassa.
Alla fine degli anni '30, il sociologo William Foote Whyte trascorse diversi anni vivendo nel North End, studiando le dinamiche sociali delle bande locali e degli allibratori. La sua intenzione era quella di tornare in seguito per compiere studi sulla famiglia e la vita religiosa della gente, ma problemi di salute gli impedirono di farlo. Nel 1943 pubblicò un caso di studio rivoluzionario intitolato Street Corner Society: The Social Structure of an Italian Slum che divenne un bestseller e un classico testo universitario per studenti di sociologia e antropologia. Anni dopo la pubblicazione del libro, Whyte ha rivelato le identità dietro gli pseudonimi che aveva usato nel suo studio: tra loro c'erano Joseph A. Langone, Jr. e sua moglie Clementina Poto Langone, che appaiono nel libro come Mr. and Mrs. Giorgio Ravello.
Il signor e la signora Langone furono personaggi influenti nella politica di Boston dell'era della Depressione. Joseph A. Langone, Jr. gestiva l'impresa di pompe funebri della famiglia Langone, che si occupò dei funerali di Sacco e Vanzetti. Come primo luogotenente della Guardia di Stato del Massachusetts, aveva guidato una compagnia durante lo sciopero della polizia di Boston del 1919. Fu eletto al Senato dello Stato del Massachusetts nel 1932, sconfiggendo per un soffio sei candidati irlandesi-americani e ponendo fine ad anni di dominio politico irlandese nel suo distretto, che comprendeva East Boston, Charlestown e North, West e South Ends. Ebbe quattro mandati consecutivi e fu commissario elettorale di Boston in diverse amministrazioni di James Michael Curley. Anche la moglie di Langone "Tina" era molto nota nella comunità e come membro del Massachusetts Board of Immigration and Americanization, aiutò innumerevoli immigrati italiani locali ad integrarsi e ottenere la cittadinanza statunitense. Il Langone Park nel North End prende il nome dalla coppia.
Secondo alcuni storici, gli italiani a Boston erano riluttanti a richiedere aiuti governativi durante la Depressione. Whyte scrive nell'introduzione alla Street Corner Society che "una gran parte della popolazione era in assistenza domiciliare o WPA" in quel momento. Essere "su WPA" significava lavorare su progetti pubblici finanziati dalla Works Progress Administration, di solito facendo lavori stradali o edili.

### Seconda guerra mondiale
Dopo che Mussolini dichiarò guerra agli Stati Uniti, gli italiani a Boston vollero dimostrare la loro lealtà al loro paese di adozione. Eminenti italiani locali condannarono pubblicamente le azioni di Mussolini e giovani italiani si precipitarono ad arruolarsi nell'esercito americano. La marina fu un'opzione popolare per gli italiani di Boston, molti dei quali erano pescatori. Ci fu anche la corsa all'ottenimento della cittadinanza, con migliaia di immigrati che si recarono in massa all'ufficio immigrazione nei giorni successivi all'annuncio.
Gli italiani non naturalizzati a Boston, come altrove negli Stati Uniti, furono dichiarati "alieni nemici " nel 1941. Molte erano donne anziane che non erano diventate cittadine a causa di problemi di lingua o di alfabetizzazione e molte avevano uno o più figli arruolati nell'esercito. Gli effetti di questa decisione furono particolarmente duri per i pescatori italiani di Boston, le cui barche furono spiaggiate o in alcuni casi requisite per essere utilizzate come motovedette e dragamine.
Solo due italiani di Boston furono internati, entrambi conduttori radiofonici. Uno di loro, Ubaldo Guidi, aveva tenuto un popolare programma radiofonico filofascista alla WCOP negli anni Trenta, tuttavia, quando fu arrestato, Guidi aveva due figli nell'esercito americano.
L'immigrazione del dopoguerra
Ci fu una piccola ondata di immigrazione italiana a Boston dopo la seconda guerra mondiale che durò circa 15 anni e portò immigrati da Sulmona, Puglia, Frascati e altrove. Molti aprirono ristoranti, caffè e panetterie italiane nel North End, il che contribuì a preservare l'atmosfera italiana negli anni '70, quando il quartiere iniziò ad attrarre "yuppie".

### Esodo in periferia
Dopo la seconda guerra mondiale, molti italo-americani aderirono al programma GI Bill, che permise loro di frequentare college e acquistare case in periferia, completando così la loro assimilazione alla classe media americana.
Le seguenti città e paesi del Massachusetts hanno le percentuali più alte di persone di origine italiana:
1. Lenox Dale, Massachusetts, 42,47%
2. Revere, Massachusetts, 35,67%
3. Saugus, Massachusetts, 33,13%
4. Everett, Massachusetts, 28,73%
5. Stoneham, Massachusetts, 27,77%
6. Medford, Massachusetts, 27,20%
7. Winthrop, Massachusetts, 25,42%
8. Milford, Massachusetts, 24,96%
9. Lynnfield, Massachusetts, 23,65%
10. Wakefield, Massachusetts, 23,21%

Negli anni '70, gli "yuppie" iniziarono a trasferirsi nel North End. Il consigliere comunale Frederick C. Langone contribuì a rallentare il processo di gentrificazione convincendo la città a costruire alloggi a prezzi accessibili per gli anziani in modo che i residenti di lunga data non dovessero lasciare il quartiere.

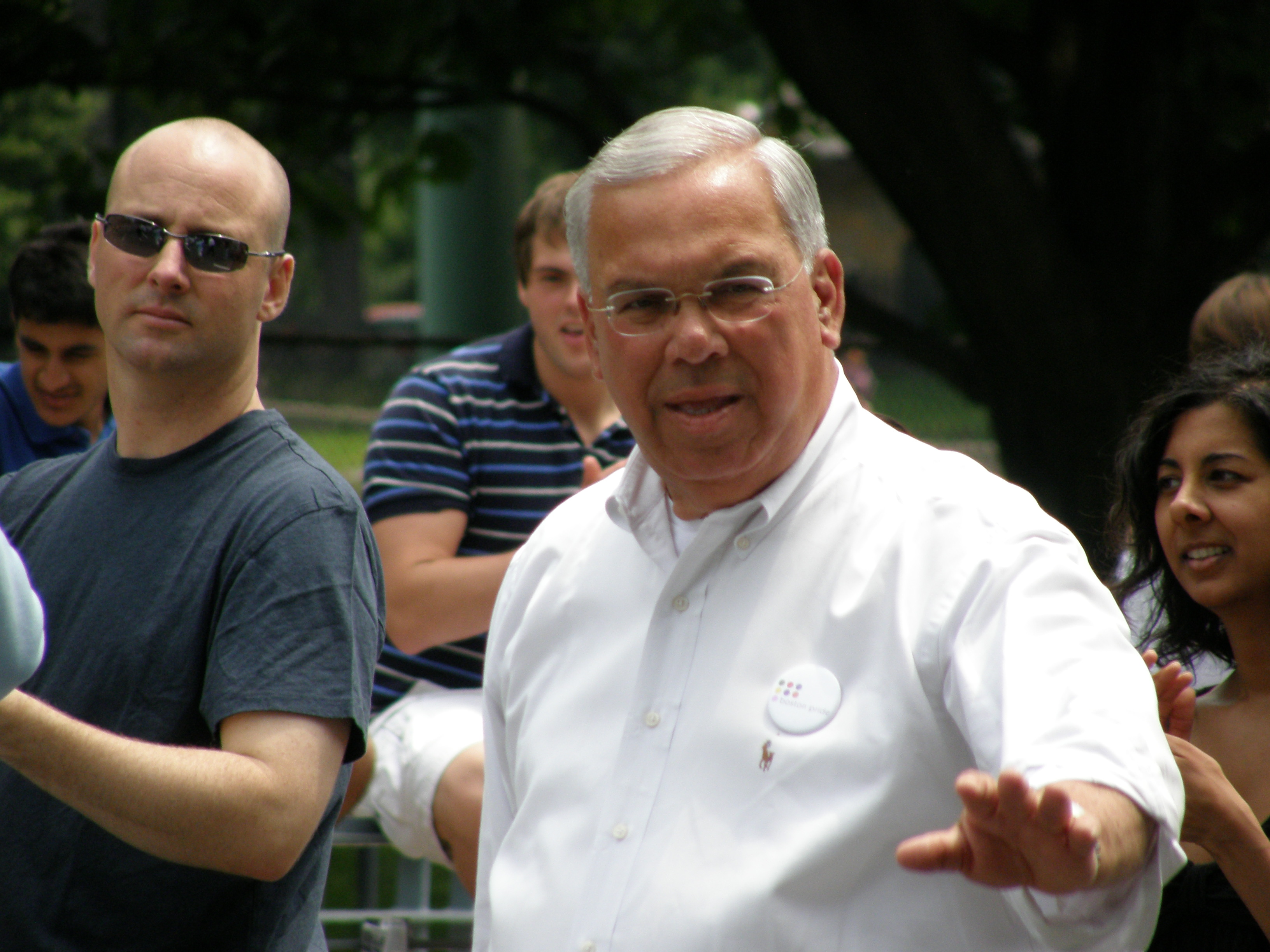
Thomas Menino, sindaco di Boston dal 1993 al 2014

## Cultura

### Religione
Come gli irlandesi, la maggior parte degli italiani sono cattolici romani, tuttavia a causa delle differenze linguistiche e culturali preferirono formare le proprie parrocchie. La Chiesa di San Leonardo fu fondata nel 1873 e la Chiesa del Sacro Cuore nel 1888. San Leonardo fu la prima chiesa cattolica romana costruita nel New England da immigrati italiani e la seconda chiesa italiana più antica negli Stati Uniti .
All'inizio del XX secolo, metodisti ed episcopali fecero attivamente proselitismo nel North End e alcuni italiani si convertirono.  Lo storico Charles J. Scalise coniò il termine "WIP" (White Italian Protestant) per indicare gli italoamericani che si convertirono al protestantesimo durante il XIX e il XX secolo.

### Feste

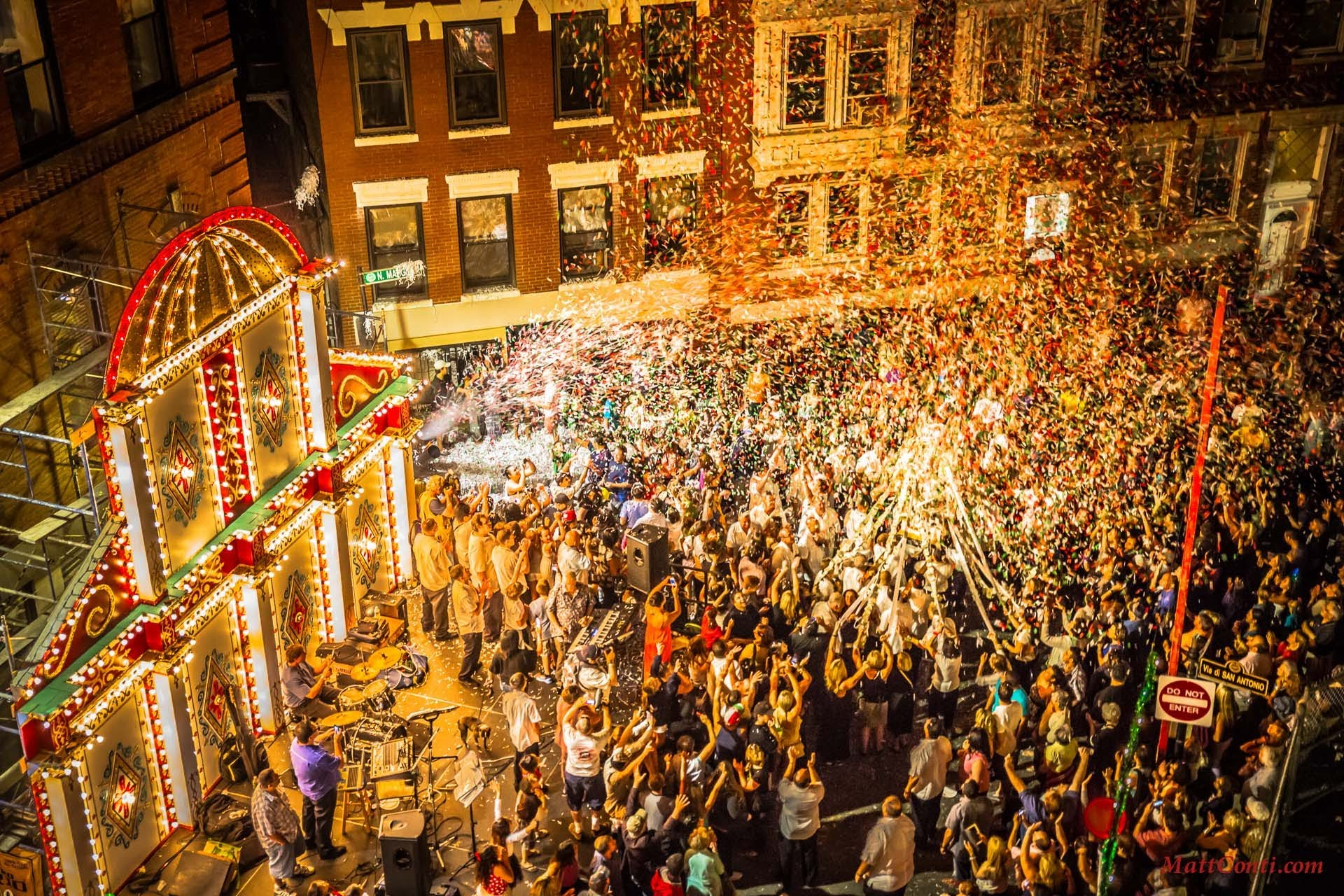
Festa di Sant'Antonio, 2013

Quando gli immigrati italiani arrivarono a Boston all'inizio del XX secolo, portarono con sé le loro tradizioni religiose. In Italia era comune per i cattolici celebrare la festa del loro santo patrono locale. Gli italoamericani a Boston tengono ancora oggi molti di questi festival ogni anno. Alcuni sono festival di strada di tre giorni completi di sfilate, fuochi d'artificio, concorsi, musica dal vivo e vendita di cibo italiano. Altri, a causa degli spostamenti della popolazione, sono diventati eventi di minore portata costituiti principalmente da una messa e da una processione. I festival attirano turisti da tutto il mondo.
North End
La festa italiana più conosciuta a Boston è la Festa di Sant'Antonio, che si celebra ogni agosto nel North End dal 1919. Ha origine dalla festa di Montefalcione (Avellino), in onore del santo patrono del paese, Sant'Antonio di Padova . L'evento principale è una processione di 10 ore in cui una statua del santo viene portata per le strade del North End, seguita da bande musicali e carri allegorici. 

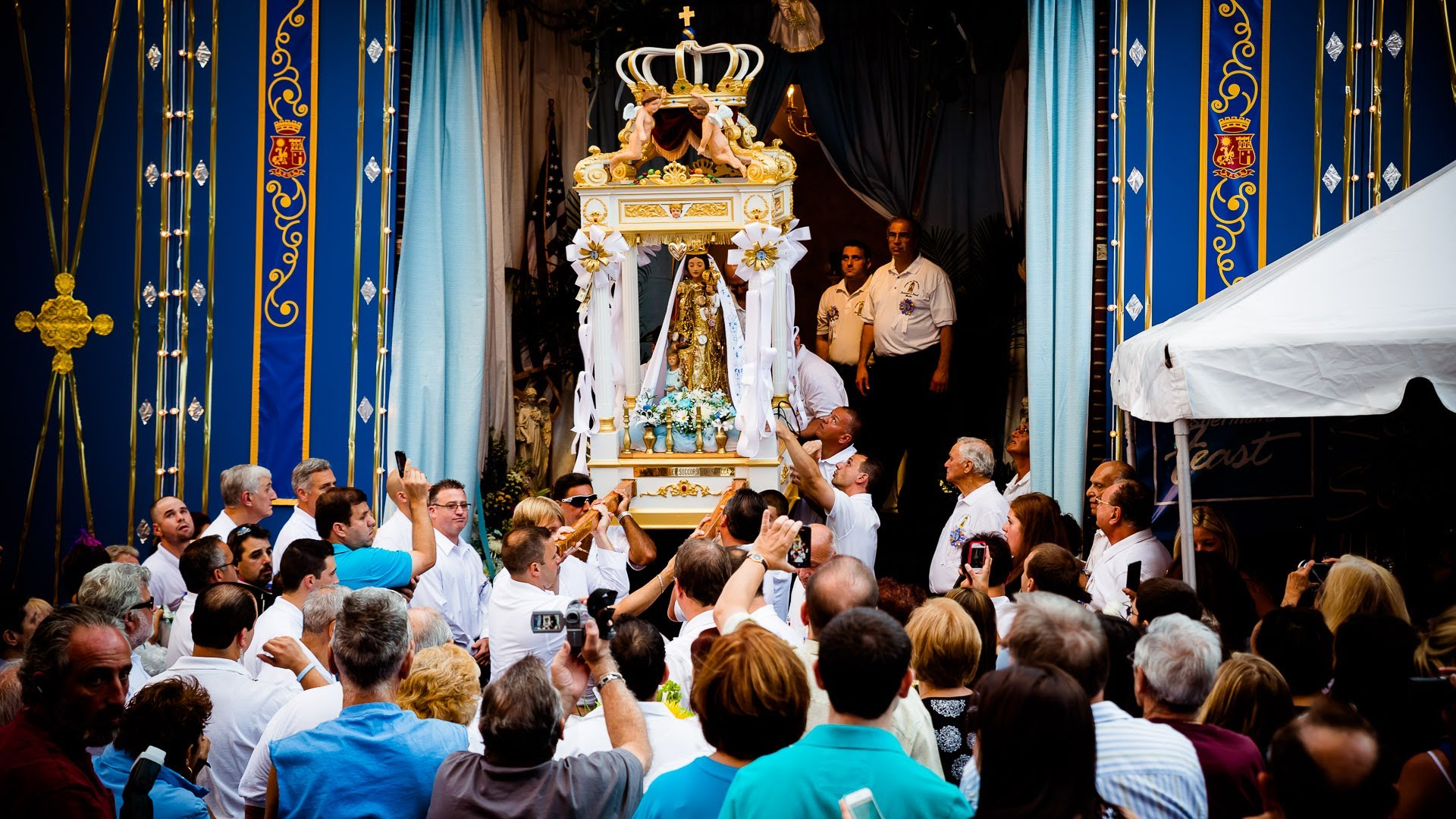
Festa del pescatore, 2013

La festa del pescatore è una tradizione nel North End dal 1910. Ha avuto origine a Sciacca, in Sicilia, con la festa della Madonna del Soccorso, che risale al XVI secolo. Le cerimonie includono una processione al porto di Boston per la benedizione delle acque e uno spettacolo in cui un "angelo volante" scende in picchiata per salutare la Madonna.
La festa di Santa Agrippina di Mineo, martire romana del III secolo, ebbe origine a Mineo, in Sicilia, ed è celebrata nel North End dal 1914. I festeggiamenti includono una processione, giochi, lotterie e musica.
Gli abitanti del villaggio di Pietraperzia, in Sicilia, portarono la celebrazione annuale della Madonna della Cava (Nostra Signora della Cava) a Boston all'inizio del XX secolo. Secondo la leggenda, la Madonna apparve in sogno a un giovane paesano e gli disse dove scavare per una grossa pietra che fosse miracolosamente ornata con la sua immagine. La pietra riposa ancora all'interno della chiesa della Madonna della Cava in Sicilia.
La processione annuale della Madonna delle Grazie è una tradizione portata al North End nel 1903 da immigrati provenienti da San Sossio Baronia, Avellino.
East Boston
Il festival Italia Unita è un festival secolare che si tiene ogni anno a East Boston dal 1995. Italia Unita è un'organizzazione no profit che "promuove la consapevolezza culturale attraverso programmi, eventi e borse di studio italiani".
Massachusetts
La festa dei Santi Cosma e Damiano, i "Santi guaritori", viene celebrata a Cambridge dal 1926. La tradizione è stata portata avanti dagli immigrati di Gaeta, nell'Italia centrale, i cui santi protettori erano i martiri del III secolo e i medici Cosma e Damiano.
La festa di San Rocco, celebrata a Malden, nacque nel 1929 come mezzo per raccogliere fondi per le vittime dell'influenza. Oggi il ricavato viene devoluto a mense dei poveri locali e associazioni senza scopo di lucro in onore di San Rocco, che diede tutti i suoi averi ai poveri.
Altre feste italiane in Massachusetts includono la Festa di San Pietro a Gloucester, [84] la Festa della Madonna della Luce (Madre della Luce) a Hingham, [85] la Festa dei Tre Santi a Lawrence, [86] e la Festa di Nostra Signora del Monte Carmelo a Worcester . [87]

## Demografia
Nel 2014, le persone di origine italiana hanno formato il secondo gruppo di discendenza più grande a Boston, costituendo l'8,2% della popolazione (dopo gli irlandesi americani, che costituivano il 15%). Erano il 13,6% della popolazione del Massachusetts.
Nel 2007, dei circa 800.000 italoamericani che vivevano nell'area metropolitana di Boston, meno di 50.000 vivevano a Boston. Gli italoamericani non erano più predominanti a East Boston ed erano meno del 40% della popolazione del North End.

## Associazioni italiane a Boston
- Italia Unita (Boston Est)
- Società Dante Alighieri del Massachusetts (Cambridge)
- Figli d'Italia (Belmont, Newton)
- Società Benevola Italiana (Newton)
- Professionisti Italiani a Boston
- Scuola Piccoli Italiani di Boston
- Boston Italian Women